# Sissonville (Virginia Occidental)
Sissonville es un lugar designado por el censo ubicado en el condado de Kanawha en el estado estadounidense de Virginia Occidental. En el Censo de 2010 tenía una población de 4028 habitantes y una densidad poblacional de 121,11 personas por km².

## Geografía
Sissonville se encuentra ubicado en las coordenadas 38°30′7″N 81°38′9″O / 38.50194, -81.63583. Según la Oficina del Censo de los Estados Unidos, Sissonville tiene una superficie total de 33.26 km², de la cual 33.03 km² corresponden a tierra firme y (0.68%) 0.23 km² es agua.

## Demografía
Según el censo de 2010, había 4028 personas residiendo en Sissonville. La densidad de población era de 121,11 hab./km². De los 4028 habitantes, Sissonville estaba compuesto por el 98.91% blancos, el 0.27% eran afroamericanos, el 0.17% eran amerindios, el 0.07% eran asiáticos, el 0.05% eran isleños del Pacífico, el 0.1% eran de otras razas y el 0.42% pertenecían a dos o más razas. Del total de la población el 0.47% eran hispanos o latinos de cualquier raza.